# Листопад Антоніна Іванівна
Антоніна Іванівна Листопад (Нікітіна) (нар. 11 жовтня 1941, село Перекалі нині Дубенського району Рівненської області) — українська поетеса.

## Життєпис
Закінчила Княгининську семирічку. Працювала в маминій колгоспній буряковій ланці.
З червоним дипломом закінчила Дубенське медичне училище. Від недоїдання та виснаження захворіла на туберкульоз. Працювала фельдшеркою в селах Заруддя та Верба Дубенського району.
З червоним дипломом закінчила Івано-Франківський медичний інститут.
Від 1968 року мешкає у місті Сорокине Луганської області. За фахом — лікарка-невропатологиня. Нині на пенсії.

## Творчість
Авторка поетичних книг:
- «Сльоза любистку» (1990);
- «Євшан-Провидіння» (1992);
- «Біла молитва братика» (1993);
- «Покрова» (1994).

Має численні поетичні та публіцистичні публікації в часописах України, Канади, США, Австралії.
Дипломантка Інституту Маркіяна Шашкевича (Вінніпег, Канада) за написання молодіжних сценок про Маркіяна Шашкевича (1994). Лауреатка премії імені Василя Стуса (1993) та імені Олени Пчілки (1996).
Організаторка українського культурного центру «Калина» у місті Сорокине, що на Луганщині.